# 上越教育大学
上越教育大学（じょうえつきょういくだいがく、英語: Joetsu University of Education; J.U.E.）は、新潟県上越市山屋敷町1番地に本部を置く日本の国立大学。1978年創立、1978年大学設置。大学の略称は公式には越教大（えっきょうだい）が公文書などで使用されるが、地域や学内でも上教大（じょうきょうだい）が使われることが多い。

## 概観

### 大学全体
本学は、主として初等中等教育教員に研究・研鑽の機会を提供することを趣旨とする大学院と、初等教育教員を養成する学部を持ち、学校教育に関する理論的・実践的な教育研究を推進する国立の新構想教育大学として、1978年（昭和53年）10月1日に設置された。
教育研究活動、情報の収集・発信の拠点として、教育の進展および社会との連携に資するために、東京サテライトオフィスが設置されている。

#### 学校教育学部
卒業要件に含まれる小学校一種教員免許のほか、履修の仕方によって、教育職員免許状を中心とする以下の資格が取得可能である。
- 幼稚園教諭一種免許状（学校教育専修幼児教育コースは卒業要件に含まれる）
- 中学校教諭一種免許状（国語、社会、数学、理科、音楽、美術、保健体育、保健、技術、家庭、英語）
- 高等学校教諭一種免許状（国語、社会、数学、理科、音楽、美術、保健体育、保健、技術、家庭、英語）
- 保育士

1年次はコースや分野別での募集はしていない。本人の希望と1年次の成績に基づいて、2年次進級時に専修・コースを決定する。
教育実習を1年次から体系的に実施し、学校現場の理解を深めることとしている。
令和3年3月の卒業生の教員就職率（保育士・進学者を除く）は87.9%で、全国44国立教員養成大学・学部中第1位であり、令和4年3月の卒業生の教員就職率（保育士・進学者を除く）は82.4%で、第2位であった。

#### 大学院学校教育研究科（修士課程・専門職学位課程）
大学院設立の趣旨としては、「入学定員の3分の2程度は、初等中等教育における3年以上の教職経験を有する者」とすることになっており、教職経験を持たない学生も教職経験を有する学生と様々な場面で交流しながら学業を行うことが想定されている。これは、実践を重視した教育内容とともに本学の大きな特徴となっている。幼稚園、小学校、中学校および高等学校の一種免許状を既に取得していれば、専修免許状の取得が可能である。
なお、令和４年度の大学院改組に伴って、専門職学位課程（教職大学院）の入学定員が190名、修士課程の入学定員は20名となっている。

##### 教育職員免許取得プログラム
本プログラムは、幼稚園・小学校・中学校・高等学校の教員免許を持っていない本学大学院専門職学位課程の入学者を対象に、教育職員一種免許状を取得することを目的としたプログラムである。略して「免P」と呼ばれる。長期履修学生制度に基づき、3年間で大学院の教育課程と学部の教育課程を併せて履修し、小学校や中学校教員等の養成を目指すものである。本プログラムにより、幼稚園・小学校・中学校・高等学校の所属コース以外の免許も取得可能である。
特別支援学校教諭一種免許状については、その教育課程が大学院に設置されているため、本プログラムを利用せずに、大学院で取得することができる。ただし、基礎資格として、幼・小・中・高の一種普通免許状が必要である。
なお、修士課程の学生は本プログラムを受講することができない（科目等履修により免許を追加すること自体は可能）。

#### 教職大学院
令和4年4月からの大学院改組によって、「学校教育実践研究コース」と「教科教育・教科複合実践研究コース」と「発達支援教育実践研究コース」からなる「教育実践高度化専攻」（いわゆる教職大学院）が設置された。本学の教職大学院は、教師としての"即応力"、"協働力"、"臨床力"の育成をコンセプトとしている。
本専攻のカリキュラムの中心は「学校支援プロジェクト」である。これは、数ヶ月にわたって実習校に入り、学校ごとの課題について、院生、大学教員、実習校の教諭、関係機関等が連携・協力しながら解決に向けて取り組むという本学独自の科目である。院生は「臨床共通科目」や「プロフェッショナル科目」で得た知見等も総動員して取り組む。このプロジェクトは主として上越市・妙高市・糸魚川市・柏崎市の学校に入って行われているが、必要に応じて全国各地の学校に入れるようになっている。
「教育経営プロフェッショナル育成プログラム」、「教育実践プロフェッショナル育成プログラム」という1年制のプログラムも導入されているが、受験するには現職教員としての経験が必要である。

#### 連合大学院（博士課程）
1996年（平成8年）に兵庫教育大学大学院連合学校教育学研究科が設置された。これは、現在では、兵庫教育大学、上越教育大学、岡山大学、鳴門教育大学、滋賀大学、岐阜大学の6大学から構成される連合大学院であり、博士課程（後期）のみからなる。

## 沿革
- 1978年10月1日 - 上越教育大学開学。
- 1981年 4月1日 - 附属小学校（旧新潟大学教育学部附属高田小学校）、附属中学校（旧新潟大学教育学部附属高田中学校）、附属実技教育研究指導センターを設置。
- 1983年10月1日 - 創立5周年記念式典を挙行。
- 1988年10月1日 - 創立10周年記念式典を挙行。
- 1992年 4月1日 - 附属幼稚園を設置。
- 1998年10月2日 - 創立20周年記念式典を挙行。
- 2004年
  - 4月1日 - 国立大学法人上越教育大学 成立。
  - 10月2日 - 国立大学法人上越教育大学設置記念式典を挙行。
- 2008年
  - 4月1日 - 教職大学院 教育実践高度化専攻 を設置。
  - 12月 - 教職大学院棟 完成。
- 2022年
  - 4月1日 - 大学院改組。

## 基礎データ

### キャンパス
- 山屋敷地区（大学、附属幼稚園）
- 西城地区（附属小学校、学校教育実践センター）
- 本城地区（附属中学校）
- 赤倉野外活動施設

### アクセス
北陸新幹線およびえちごトキめき鉄道妙高はねうまラインの上越妙高駅、妙高はねうまラインの高田駅、妙高はねうまラインおよびJR信越本線の直江津駅から路線バスがある。
- 頸城自動車5系統「教育大学前」下車すぐ
- 頸城自動車36系統「教育大学東」下車徒歩5分
- 高速バス「木田バスストップ」下車徒歩20分

### 象徴

#### 校歌
学生歌
若き翼よ 蒼空に舞え ［巣立ちゆく学友たちに］
作詞・作曲：供田武嘉津
学園歌
1998年の創立20周年を記念して、様々な場面でみんなが歌える明るい学園歌を募集した。『Try&Step』は1つの詞に2つの曲が作曲された。
風は伝える
作詞：松田 愼也　作曲：後藤 丹
Try&Step A
作詞：とも・くれい　作曲：菊谷 紀道　編曲：阿部 亮太郎）
Try&Step B
作詞：とも・くれい　作曲：佐藤 史人

## 教育および研究

### 組織
学校教育学部
学校教育実践コース
- 教科教育実践
- 学級経営実践

先端教科・領域学習コース
- 小学校英語
- プログラミング教育
- 教科横断
- 学習支援

現代教育課題コース
- 学習臨床・授業研究
- 発達と教育連携
- 道徳・生徒指導

幼年教育コース
- 幼年教育

心理臨床コース
- 臨床心理

教科内容構成コース
- 国語
- 英語
- 社会
- 数学
- 理科
- 音楽
- 美術
- 保健体育
- 技術
- 家庭

#### 大学院（学校教育研究科）
教育実践高度化専攻 （専門職学位課程）
学校教育実践研究コース
- 学校経営・学校心理
- 学級経営・授業経営
- 道徳・進路・生徒指導

教科教育・教科複合実践研究コース
- 人文・社会（国語，英語，社会）
- 自然科学（数学，理科，情報）
- 芸術創造（音楽，美術）
- 生活・健康（保健体育，技術，家庭）
- 教科横断・総合学習（教科横断・探究的学習，グローバル・総合）

#### 発達支援教育実践研究コース
- 特別支援教育
- 幼年教育
- 学校ヘルスケア

教育支援高度化専攻 （修士課程）
心理臨床研究コース
- 心理臨床

兵庫教育大学大学院連合学校教育学研究科（博士課程）

#### 教員組織
- 学校教育学系
- 臨床・健康教育学系
- 人文・社会教育学系
- 自然・生活教育学系
- 芸術・体育教育学系

#### 附属機関
- 附属図書館
- 学校教育実践研究センター
- 保健管理センター
- 情報メディア教育支援センター
- 心理教育相談室
- 特別支援教育実践研究センター
- 附属学校
  - 附属中学校
  - 附属小学校
  - 附属幼稚園

### 教育

#### 特色ある大学教育支援プログラム
文部科学省の平成17年度「特色ある大学教育支援プログラム」に採択された。
- 2005年度
テーマ2
  - 「主として教育課程の工夫改善に関するテーマ」

## 対外関係

### 国内の提携・協力大学
- 放送大学学園[2]
- 信州大学[3]
- 金沢学院大学
- 福井工業大学[4]
- その他、約60の機関と大学間連携協定を締結している。[5]
- 兵庫教育大学大学院連合学校教育学研究科
  - 兵庫教育大学
  - 上越教育大学
  - 岡山大学
  - 鳴門教育大学
  - 滋賀大学
  - 岐阜大学

### 海外

#### 大学等間交流協定締結校
- 中国
  - 哈爾濱師範大学 (1995.8.8)
  - 北京師範大学 (2001.11.12)
  - 内蒙古民族大学 (2006.10.24)
- 台湾
  - 国立嘉義大学 (2006.10.4)
  - 国立清華大学 (2017.11.16)
- 韓国
  - 韓国教員大学校 (1996.12.20)

- オーストラリア
  - ウェストミンスター・スクール (2009.6.24)
- アメリカ合衆国
  - アイオワ大学 (1998.6.2)
- トルコ
  - チャナッカレ・オンセキズ・マルト大学 (2005.12.5)
- スイス
  - ヴォー州教育大学 (2018.3.20)
- チェコ
  - プラハ・カレル大学 (2015.4.9)

## 出身者
- 新井浩 - 福島大学教授
- 久代恵介 - 京都大学教授
- 佐々木貴子 - 詩人
- 多田孝志 - 目白大学名誉教授
- 益田裕充 - 群馬大学教授
- 水落芳明 - 上越教育大学教授
- 山野井仁 - 声優、ナレーター

## 学生生活
学内の学生会館には、学生食堂および喫茶室が設置されている。第一食堂はシダックスが運営を行う。ランチが480円とやや高めだが、学生証によってクレジット決済が行えるので奨学金を受給している学生は、奨学金の入金口座からそのまま決済される。売店は、上越教育大学サービスセンターという名称で、運営は吉池が行う。また大学会館内に、第四銀行とゆうちょ銀行のATMが設置されている。学部学生・大学院学生の自治組織として、それぞれ、学生代表者会議と大学院学生協議会がある。特に後者は、それぞれのコースごとに代議員が選出され、意見の集約や各種リクリエーションの計画、生活改善の役割を担っており、大学の質的向上に寄与している。
また、大学の敷地内には遠隔地からの学部学生および大学院生に対しての学生宿舎を付置している。宿舎には、単身用学生宿舎、世帯用学生宿舎、国際学生宿舎の3種類があるが、いずれも老朽化している。単身用学生宿舎には冷房設備がない。
学内は、点字ブロックやスロープの設置など徐々にバリアフリー化が進められているが、特に雪の積もる冬場は、車いす使用者や視覚障害者が学生生活を送ることは難しい状況にある。